# Mše h moll
Mše h moll (latinsky Missa solemnis toni Si minoris) Johanna Sebastiana Bacha má katalogové označení BWV 232. Vznikala v letech 1724–1749 pro drážďanský dvůr. Byla psána na katolický latinský liturgický text a Bach byl při jejím komponování ovlivněn stylem style antico.
Jde o velkoryse pojatou kompozici s náročnými sólovými zpěvy, duety a velkolepými sborovými zpěvy. Bach ji vytvořil na text latinské mše. I při celkovém novátorském řešení pracoval v částech Credo a Confiteor po způsobu starších renesančních polyfoniků s gregoriánským chorálem jako tematickým základem hudby. Mnoho odborníků považuje tuto mši za jednu z nejlepších barokních kompozic.
Kromě Mše h moll Bach napsal ještě čtyři menší protestantské mše na německé texty.

## Vznik díla, souvislosti

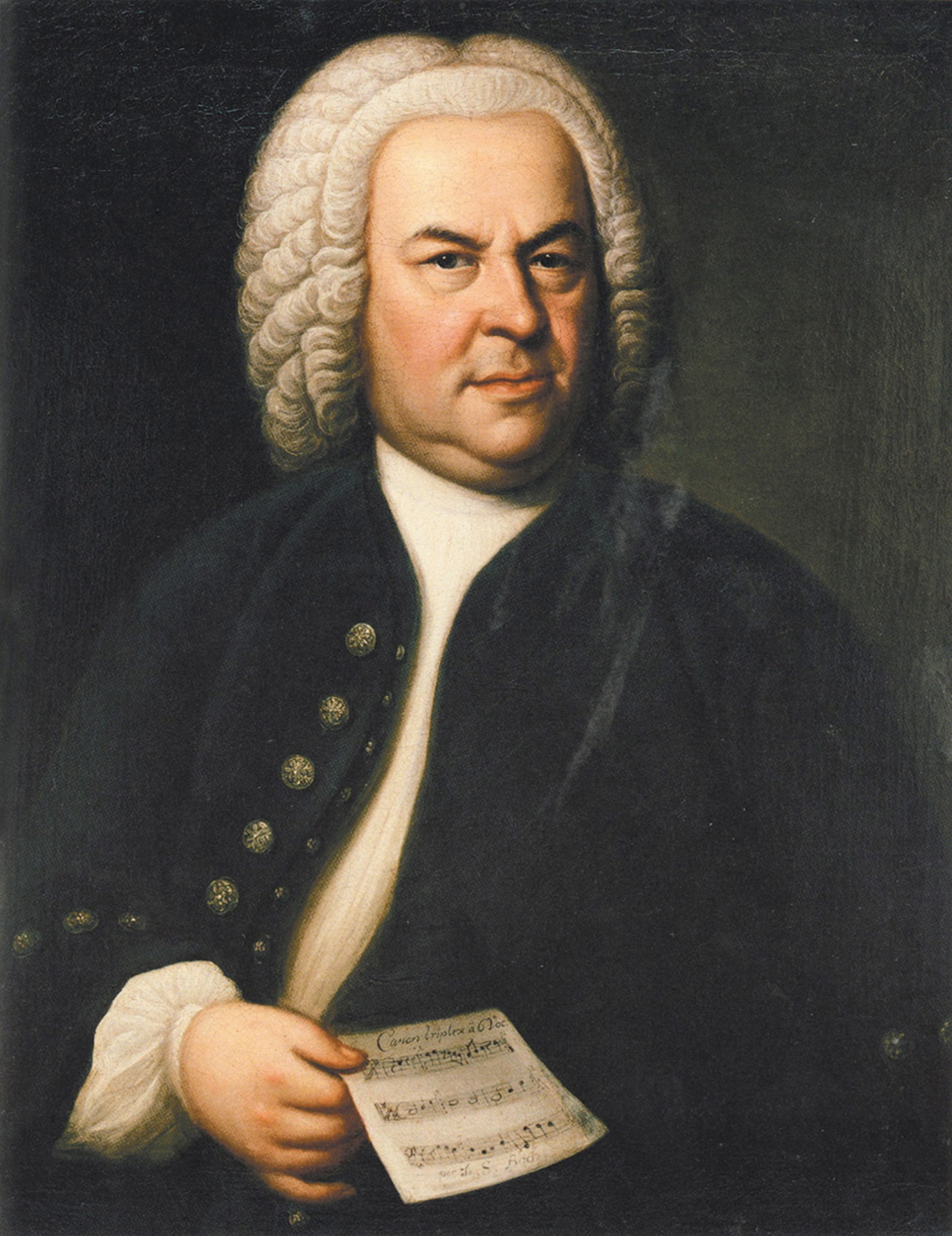
Bachův portrét vytvořený roku 1748 Eliasem Gottlobem Haussmannem

Bach dílo nepojmenoval, jeho čtyři části nesou názvy částí latinské mše – Kyrie, Gloria, Symbolum Nicenum a Sanctus, Hosanna, Benedictus, Agnus Dei" – a jsou spojeny dohromady. Protože různé části vyžadují různý počet a uspořádání účinkujících, vznikly ovšem teorie, že Bach nepočítal s provedením díla vcelku. Na druhé straně jsou však části v rukopise očíslovány 1–4 a Bachovo obvyklé zakončení (Soli Deo Gloria) se nachází pouze na konci Dona Nobis Pacem. Protože její provedení trvá téměř 2 hodiny, nebyla celá Mše h moll nikdy součástí církevní liturgie.
Ačkoliv byl Bach luterán, není jisté, zda mši zkomponoval pro luteránskou liturgii nebo pro saského kurfiřta, který byl právě zvolen polským králem jako August II. Silný a tak se musel stát katolíkem. Bach vytvořil už dříve čtyři krátké mše (části Kyrie a Gloria) pro použití v liturgiích.

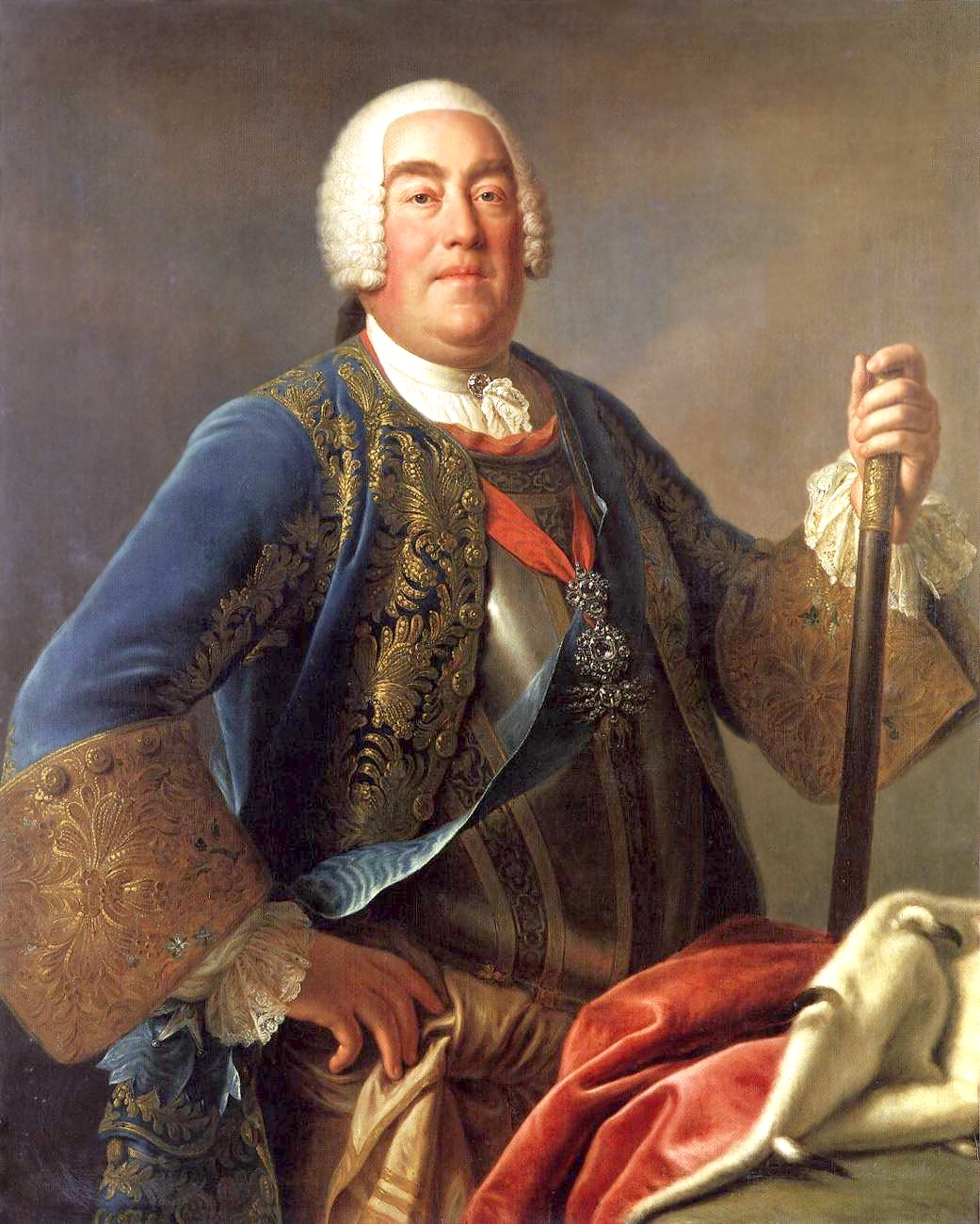
August III. Polský

Počátkem roku 1733 August II., polský král, kurfiřt saský a velkovévoda litevský zemřel. Následovalo pět měsíců smutku, kdy se žádná hudba veřejně neprovozovala. Bach využil příležitosti k práci na kompozici Missy, části liturgie zpívané latinsky a společné luteránskému i katolickému obřadu.
Dílo chtěl věnovat novému vladaři Augustu III. Polskému, katolíkovi, a tak zlepšit své postavení. Z tohoto důvodu Bach navštívil Augusta a věnoval mu kopii Missy spolu se žádostí o místo při dvoře, která byla datována 27. července 1733. Žádost nebyla úspěšná hned, ale Bach nakonec dosáhl svého a roku 1736 získal titul Augustova dvorního skladatele.
Někteří vědci předpokládali, že Missa byla poprvé provedena v Lipsku v dubnu 1733 během oslav přísahy věrnosti Augustovi III. Mělo se jednat o Kyrie a Gloria, které dnes tvoří první část Mše h moll. Pro tuto domněnku však není žádný důkaz a neexistují ani rozpisy pro provedení v Lipsku.
Materiál, který Bach předal 27. července 1733 Augustovi III., byl napsán na papíře vyrobeném v Drážďanech a napsán rukou Bachovou, jeho ženy Anny Magdaleny, synů Carla Philippa Emanuela a Wilhelma Friedemanna a drážďanského opisovače. To naznačuje, že skladba byla napsaná v plném znění v Drážďanech Bachovou rodinou pro červencové vystoupení v Sophienkirche (kde byl Wilhelm Friedemann varhaníkem) nebo možná v Hofkirche.
Kdy se Bach rozhodl rozšířit Missu do podoby katolické mše, není známo. Někteří badatelé se domnívají, že Symbolum Nicenum (Credo) bylo vytvořeno mezi lety 1742 až 1745, ale jiní zase myslí, že bylo poprvé provedeno už roku 1732. Zbývající části byly připojeny na konci čtyřicátých let 18. století.
Wolfgang Osthoff a jiní vědci soudí, že Bach zkompletoval celou mši pro zasvěcení nového kostela Hofkirche v Drážďanech, který se začal stavět roku 1738 a blížil se dokončení koncem 40. let. Avšak stavba kostela byla dokončena až roku 1751, to znamená rok po Bachově smrti, což vyvrací tuto myšlenku. Při zasvěcení byla provedena Mše d moll Johanna Adolfa Hasse, která se podobá Bachově Mši h moll.
Nová hypotéza Dr. Michaela Maula říká, že Bach zkomponoval finální verzi mše na přání českého šlechtice Jana Adama z Questenberku pro provedení na den svaté Cecilie (22. prosince 1749) v dómu svatého Štěpána ve Vídni.
Ačkoliv jen málo částí díla lze jasně identifikovat jako znovupoužité z dřívější hudby, někteří odborníci, jako například Joshua Rifkin, se na základě rukopisu a kompozičních modelů domnívají, že většina hudby byla Bachem znovupoužita. Výjimku tvoří jen první čtyři takty prvního Kyrie  a část Confiteor v Credu , které v rukopise obsahují výmazy a úpravy. Detaily o parodovaných hudebních větách a jejich zdrojích uvádíme v seznamu částí.

### Postavení
Mše h moll je všeobecně považována za jedno z nejvyšších provedení klasické hudby. Alberto Basso shrnul dílo následovně: „Mše h moll je posvěcení celého života: začíná roku 1733 z diplomatických důvodů, končí v posledních letech Bachova života, kdy oslepl. Toto monumentální dílo je spojení všech stylistických a technických Bachových přínosů do hudby. Ale je to také nejvíce ohromující duchovní střetnutí mezi světy katolického velebení a luteránského kultu kříže.“
Vědci soudí, že Mše h moll náleží do stejné kategorie jako Umění fugy jakožto shrnutí Bachova celoživotního zaujetí hudební tradicí – v tomto případě chorálem a teologií. Bachovský muzikolog Christoph Wolff popisuje dílo jako „souhrn Bachova vokálního umění, nejen v rozmanitosti stylu, kompozičním důmyslu a rozsahu zvučnosti, ale také ve vysoké technické dokonalosti… Bachova silná skladba zachovala autorovo hudební a umělecké vyznání víry pro potomstvo.“
Mše byla v 19. století popsána Hansem Georgem Nägelim jako „největší umělecké dílo všech časů a všech národů“ I když se nepředpokládá, že bylo dílo někdy provedeno, jeho důležitost oceněnili někteří z nejlepších Bachových nástupců – na začátku 19. století měli opis Forkel s Haydnem a Ludwig van Beethoven učinil dva pokusy získat partituru.
Carl Philipp Emanuel Bach udělal poznámky a opravy k otcovu manuskriptu mše, zatímco také přidal své vlastní korektury. Z tohoto a dalších důvodů předkládá Mše h moll budoucím vydavatelům nelehký úkol a podstatné odchylky v různých vydáních mohou být významné. Manuskript mše se nachází v Berlínské státní knihovně.

## Struktura díla
J. S. Bach rozčlenil dílo na čtyři části složené z celkem 27 oddílů:
I. Kyrie
1. Kyrie eleison (1. část). Pětihlasý chór (soprán I, II, alt, tenor, bas), h moll, adagio, largo, celý takt.[16]
2. Christe eleison. Duet (soprán I, II), D dur s obbligato houslemi, andante, celý takt.
3. Kyrie eleison (2. část). Čtyřhlasý chór (soprán, alt, tenor, bas), fis moll, allegro moderato, alla breve.

II. Gloria
1. Gloria in excelsis. Pětihlasý chór (soprán I, II, alt, tenor, bas), D dur, vivace, 3/8 takt. Hudba byla znovu použita jako úvodní chór Bachovy kantáty BWV 191.
2. Et in terra pax. Pětihlasý chór (soprán I, II, alt, tenor, bas), D dur, andante, celý takt. Hudba byla znovu použita jako úvodní chór Bachovy kantáty BWV 191.
3. Laudamus te. Árie (soprán II), A dur s ‘‘obbligato‘‘ houslemi, andante, celý takt.
4. Gratias agimus tibi. Čtyřhlasý chór (soprán, alt, tenor, bas), D dur, allegro moderato, alla breve. Hudba je přepracováním druhé věty Bachovy kantáty BWV 29 (Wir danken dir, Gott, wir danken dir).
5. Domine Deus. Duet (soprán I, tenor), G dur, andante, celý takt. Hudba je znovu použita jako duet v kantátě BWV 191.
6. Qui tollis peccata mundi. Čtyřhlasý chór (soprán II, alt, tenor, bas), h moll, lento, 3/4 takt. Chór je přepracováním první poloviny kantáty BWV 46.
7. Qui sedes ad dexteram Patris. Árie (alt), h moll s hobojem d'amour obbligato, andante commodo, 6/8 takt.
8. Quoniam tu solus sanctus. Árie (bas), D dur s corno da caccia obbligato, andante lento, 3/4 takt.
9. Cum Sancto Spiritu. Pětihlasý chór (soprán I, II, alt, tenor, bas), mixolydický modus A, moderato, alla breve. Hudba je znovu použita v upravené formě jako závěrečný chór BWV 191.

III. Symbolum Nicenum
1. Credo in unum deum. Pětihlasý chór (soprán I, II, alt, tenor, bas), mixolydický modus A, moderato, alla breve.
2. Patrem omnipotentem. Čtyřhlasý chór (soprán, alt, tenor, bas), D dur, allegro, alla breve. Hudba je přepracováním úvodního chóru kantáty BWV 171.
3. Et in unum dominum. Duet (soprán I, alt), G dur, andante, alla breve.
4. Et incarnatus est. Pětihlasý chór (soprán I, II, alt, tenor, bas), h moll, andante maestoso, 3/4 takt.
5. Crucifixus. Čtyřhlasý chór (soprán II, alt, tenor, bas), e moll, grave, 3/2 takt. Hudba je přepracováním úvodního chóru kantáty BWV 12 (Weinen, Klagen, Sorgen, Zagen).
6. Et resurrexit. Pětihlasý chór (soprán I, II, alt, tenor, bas), D dur, allegro, 3/4 takt.
7. Et in Spiritum Sanctum. Árie (bas), A dur s hobojem d'amour obbligati, andantino, 6/8 takt.
8. Confiteor. Pětihlasý chór (soprán I, II, alt, tenor, bas), fis moll, moderato, adagio, alla breve.
9. Et expecto. Pětihlasý chór (soprán I, II, alt, tenor, bas), D dur, vivace ed allegro, alla breve. Hudba je přepracováním druhé věty Bachovy kantáty BWV 120.

IV. Sanctus, Hosanna, Benedictus, Agnus dei,
1. Sanctus. Šestihlasý chór (soprán I, II, alt I, II, tenor, bas), D dur, largo, celý takt; vivace, 3/8 takt.
2. Osanna. Osmihlasý (dvojitý) chór (soprán I, II, alt I, II, tenor I, II, bas I, II), D dur, allegro, 3/8 takt. Hudba je přepracováním úvodního chóru kantáty BWV 215.
3. Benedictus. Árie (tenor), h moll s flétnou obbligato, andante 3/4 takt.
4. Osanna repetatur. Osmihlasý (dvojitý) chór (soprán I, II, alt I, II, tenor I, II, bas I, II), D dur, allegro, 3/8 takt.
5. Agnus dei. Árie (alt), g moll s houslemi obbligato, adagio, alla breve.
6. Dona nobis pacem. Čtyřhlasý chór (soprán, alt, tenor, bas), D dur, moderato, alla breve. Hudba je téměř stejná jako v části Gratias agimus tibi.

### Kyrie a Gloria
Práci otevírá monumentální Kyrie eleison s fugami, dvěma flétnami, dvěma hoboji d’amour, basso continuo a pětihlasým sborem. Následuje duet pro soprány, ve kterém je zpěv doprovázen pouze smyčcovými nástroji a basso continuo. První část mše končí druhou Kyrie eleison, jejíž chromatické téma začínají basy následovány tenory, soprány a alty.
Kyrie v oddané a tragické náladě, následované Gloria in excelsis tvoří nádhernou hudbu. Poté přichází Et in terra pax s pětihlasým chórem doplněným o tři trubky a tympány, které je klidnější a začíná zde attacca (hudba bez pauzy mezi jednotlivými částmi) Glorie. V části Laudamus te se představí sólový soprán a housle společně s basso continuo. V Gratias agimus tibi, založeném na Bachově 29. kantátě, která vznikla roku 1731 v Lipsku, začínají čtyři hlasy jeden po druhém za doprovodu orchestru. Duet pro soprán a tenor Domine Deus přechází bez přestávky v Qui tollis peccata mundi (h moll), které je přepracováním části 46. Bachovy kantáty Schauet doch und sehet. Poté následuje Qui sedes ad dexteram Patris, árie pro alt s hobojem d’amour jako doprovodem, a Quoniam tu solus sanctus pro dva fagoty a sólový lesní roh. Gloria je zakončeno šťastným a zářícím pětihlasým Cum Sancto Spiritu doprovázeným fagoty.

### Symbolum Nicenum
Symbolum Nicenum má svou vlastní soudržnou strukturu. Většina této části Mše h moll je homofonní. Credo začíná i končí párem chórů, z nichž každý se skládá z jedné věty v Palestrinovském stile antico a jedné věty ve slavnostním stylu provedeném unisono.
První částí Creda je pětihlasé Credo in unum deum s doprovodem fug, po kterých se přidají i první a druhé housle. Stejný motiv se opakuje i v části Confiteor. Po Credu přichází Patrem omnipotentem vytvořené přepracováním Bachovy kantáty 171 Gott, wie dein Name, so ist auch dein Ruhm a poté Et in unum dominum s duetem altu a sopránu, který je doprovázen dvěma hoboji d’amour a basso continuo. Dále přichází pětihlasá skladba Et incarnatus est, při níž hrají housle a opět basso continuo. Crucifuxus je ve tvaru passacaglia a zahrnuje opakovaný chromatický basový motiv, jejž si vypůjčil z kantáty Weinen, Klagen, Sorgen, Zagen, kterou Bach složil ve Výmaru již roku 1714. Et resurrexit popisuje radost ze vzkříšení Krista a zaznívá v ní celý orchestr. Áriová část Et in Spiritum Sanctum je doprovázena dvěma hoboji d’amour. Confiteor, který začíná v tempu moderato, když se zpívá in remissionem peccatorum (odpuštění hříchů), a pokračuje tempem adagio v části Et expecto resurrectionem mortuorum (A očekávám vzkříšení mrtvých), je ve style antico a tenoři zde zpívají cantus firmus. Poslední část Creda Et expecto vznikla přepracováním, především novým uspořádáním z Bachovy kantáty Jauchzet, ihr erfreuten Stimmen složené v roce 1729.

### Sanctus, Hosanna, Benedictus, Agnus dei
Část Sanctus, která byla poprvé prezentována v Lipsku na Štědrý den roku 1724, zpívá šestihlasý sbor. Ten je doplněn o tři trumpety, tympány, tři hoboje, housle a basso continuo. Sanctus začíná v klidném tempu adagio, ale postupně přejde do svěžího tempa vivace.Šťastné a veselé Ossana odvozené od kantáty Preise dein Glücke, gesegnetes Sachsen, která byla napsána pro krále Augusta II. k prvnímu výročí jeho zvolení v roce 1734. Dva sbory (SATB + SATB) jsou doprovázeny celým orchestrem. Část Benedictus je krásná tenorová árie se zvuky fléten. Poté se znovu opakuje Osanna. Agnus dei je založeno na kantátě BWV 11 Ach bleibe doch, mein liebstes Leben, která byla napsána roku 1745 na svátek Nanebevstoupení Páně. Jde o altovou árii doprovázenou houslemi a basso continuo. Celé velkolepé dílo ukončuje Dona nobis pacem, což je přepracování části Gratias agimus tibi tak, aby odpovídala nová slova. Tato část je doprovázena hrou celého orchestru.

## Obsazení
Mše je zpívána pěti sólisty (soprán I/II, alt, tenor, bas), pěti až osmihlasým sborem, hraje velký orchestr:
- 3 barokní trubky
- 1 horna
- 2 příčné flétny
- 2 hoboje
- 2 hoboj d'amore
- 2 barokní fagoty
- housle I a II
- viola
- basso continuo
- tympány

V části Sanctus (č. 22) jsou v obsazení 3 hoboje

## Provedení
Roku 1786, 36 let po Bachově smrti, jeho syn Carl Philipp Emanuel Bach provedl část Symbolum Nicenum pod názvem “Credo“ na charitativním koncertu v Hamburku. Odborníci věří, že mše nebyla provedena v celé své podobě až do poloviny 19. století. Podle Johna Butta „není žádná jistota, že bylo kompletní dílo provedeno až do provedení Riedel-Verein v Lipsku roku 1859.“
Bachův chór betlémský provedl americkou premiéru celé Mše h moll 27. března 1900 v pensylvánském Betlému, ačkoli jsou doklady, že části mše byly ve Spojených státech uvedeny dříve než roku 1870.

## Vybrané interpretace

### Na moderní nástroje
- George Enescu, BBC, 1951[23]

Mnichovský orchestr Boyda Neela
Sólisté: Suzanne Danco, Kathleen Ferrier, Peter Pears
- Karl Richter, Archiv, 1961[24]

Mnichovský Bachův chór, Mnichovský Bachův orchestr
Sólisté: Maria Stader, Hertha Töpper, Ernst Haefliger, Kieth Engen, Dietrich Fischer-Dieskau
- Helmuth Rilling, Hänssler, 1999[25]

Gächinger Kantorei / Bachovo kolegium Stuttgart
Sólisté: soprány: Sibylla Rubens, Juliane Banse; alt: Ingeborg Danz; tenor: James Taylor; basy: Andreas Schmidt, Thomas Quasthoff
- Georg Christoph Biller, Naxos, 2006[26]

Thomanerchor Lipsko / Gewandhausorchester Lipsko
Sólisté: soprán: Ruth Holton; alt: Matthias Rexroth; tenor: Christoph Genz; Klaus Mertens

### Na dobové nástroje
- Andrew Parrott, EMI, 1985, znovu vydáno společností Virgin Veritas, 2002

Taverner Consort and Players
Sólisté: Emma Kirkby, Emily van Evera, Panito Iconomou, Christian Immler, Michael Kilian, Rogers Covey-Crump, David Thomas
- Nikolaus Harnoncourt, Teldec, 1968[27]

Concentus Musicus Wien, Chorus Viennensis
Sólisté: Rotraud Hansmann, Emiko Iiyama, Helen Watts, Kurt Equiluz, Max van Egmond
- Gustav Leonhardt, Deutsche Harmonia Mundi, 1985[28]

Collegium Musicum van de Nederlandse Bachvereniging, La Petite Bande
Sólisté: Isabelle Poulenard, Guillemette Laurens, René Jacobs, John Elwes, Max van Egmond, Harry van der Kamp
- John Eliot Gardiner, Archiv, 1985[29]

The English Baroque Soloists, Monteverdiho Chór
Sólisté: Nancy Argenta, Michael Chance, Elizabeth Wilcock, Stephen Varcoe, Carol Hall, Mary Nichols
- Frans Brüggen, Philips Classics Records, 1989[30]

Nizozemský Chamberův Chór, Orchestra of the Eighteenth Century
Sólisté: Nico van der Meel, Harry van der Kamp
- René Jacobs, Berlin Classics, 1992[31]

Rias Kammerchor, Akademie für Alte Musik Berlin
Sólisté: Hillevi Martinpelto, Bernarda Fink, Christoph Prégardien, Matthias Görne, Franz-Josef Selig
- Ton Koopman, Erato, 1994

Amsterodamský barokní orchestr a chór
Sólisté: Barbara Schlick, Kai Wessel, Guy de Mey, Klaus Mertens
- Philippe Herreweghe, Harmonia Mundi, 1998[32]

Collegium Vocale Gent
Sólisté: Johannette Zomer, Véronique Gens, Andreas Scholl, Christoph Prégardien, Peter Kooy, Hanno Müller-Brachmann
- Marc Minkowski, Naïve, 2009[33]

Les Musiciens du Louvre/Grenoble
Sólisté: Nathalie Stutzmann (alt), Luca Tittoto (bas), Joanne Lunn (soprán), Terry Wey (kontratenor), Christian Immler (bas), Lucy Crowe (soprán), Markus Brutscher (tenor), Blandine Staskiewicz (mezzosoprán), Colin Balzer (tenor), Julia Lezhneva (soprán)